# Chronologie du Danemark
Pour un article plus général, voir Histoire du Danemark.
Cette chronologie de l'Histoire du Danemark nous donne les clés pour mieux comprendre l'histoire du Danemark, l'histoire des peuples qui ont vécu ou vivent dans l'actuel Danemark.

## Moyen Âge
- vers 980 : Unification de l'État.